# Thiazol
Thiazol ist eine chemische Verbindung aus der Gruppe der heterocyclischen Verbindungen bzw. Heteroaromaten. Sie besteht aus einem Fünfring aus drei Kohlenstoff- und je einem Schwefel- bzw. Stickstoffatom, welcher in vielen abgeleiteten organischen Verbindungen als Grundstruktur dient. Es ist eine farblose bis blassgelbe Flüssigkeit mit pyridinartigem Geruch. Substituierte Derivate des Thiazols werden als Thiazole bezeichnet. Sein Isomer ist das Isothiazol (1,2-Thiazol), wo sich das Schwefelatom neben dem Stickstoff befindet.

## Gewinnung und Darstellung
Die Umsetzung von Monochloracetaldehyd mit Thioformamid liefert Thiazol. Die Oxidation von substituierten 3-Thiazolinen (hergestellt durch die Asinger-Reaktion) mit elementarem Schwefel liefert analog substituierte Thiazole.

## Eigenschaften

### Physikalische Eigenschaften
Thiazol ist mit Wasser, Alkohol und Ether mischbar.

### Chemische Eigenschaften
Thiazole sind eine Gruppe von organischen Verbindungen (ähnlich den Azolen), welche Thiazol als Funktionelle Gruppe enthalten. So enthalten zum Beispiel Vitamin B1, Penicillin, Epothilon, Clomethiazol und Luciferine (welche zur Gruppe der Benzothiazole gehören) Thiazol oder hydrierte Derivate des Thiazols als Strukturelement. Thiazole können durch eine Hurd-Mori-Reaktion dargestellt werden. Farbstoffe dieser Gruppe werden mit einem Colour Index im Bereich von 49000 bis 49399 bezeichnet. Thiazol-Salze werden als Katalysatoren bei der Stetter-Reaktion und der Benzoin-Kondensation verwendet.

## Verwendung
Thiazol wird als Ausgangsstoff zur Herstellung von Fungiziden, Pharmazeutika und Farbstoffen verwendet.